# Marsupialització
La marsupialització és la tècnica quirúrgica de fer una incisió (un tall) en un abscés o quist per fer una escletxa i suturar-ne les vores per formar una superfície contínua des de la superfície exterior fins a la superfície interior del quist o abscés. Suturat d'aquesta manera, el lloc roman obert i pot drenar lliurement. Aquesta tècnica s'utilitza per tractar un quist o un abscés quan només el drenatge no seria efectiu o no seria desitjable per l'eliminació completa de l'estructura circumdant. La tècnica s'aplica sovint en el quist del conducte de Gartner, quist pancreàtic, quist pilonidal i quist de Bartholin. En el cas d'un quist dentíger, es pot realitzar la marsupialització per permetre que la dent, que creix associada al quist, pugui continuar erupcionant a la cavitat oral. També s'utilitza en la dacriocistorrinostomia, en què la mucosa del sac lacrimal està connectada a la mucosa nasal per sobre del nivell d'obstrucció mecànica del conducte nasolacrimal.